# Véhicule Automatique Léger

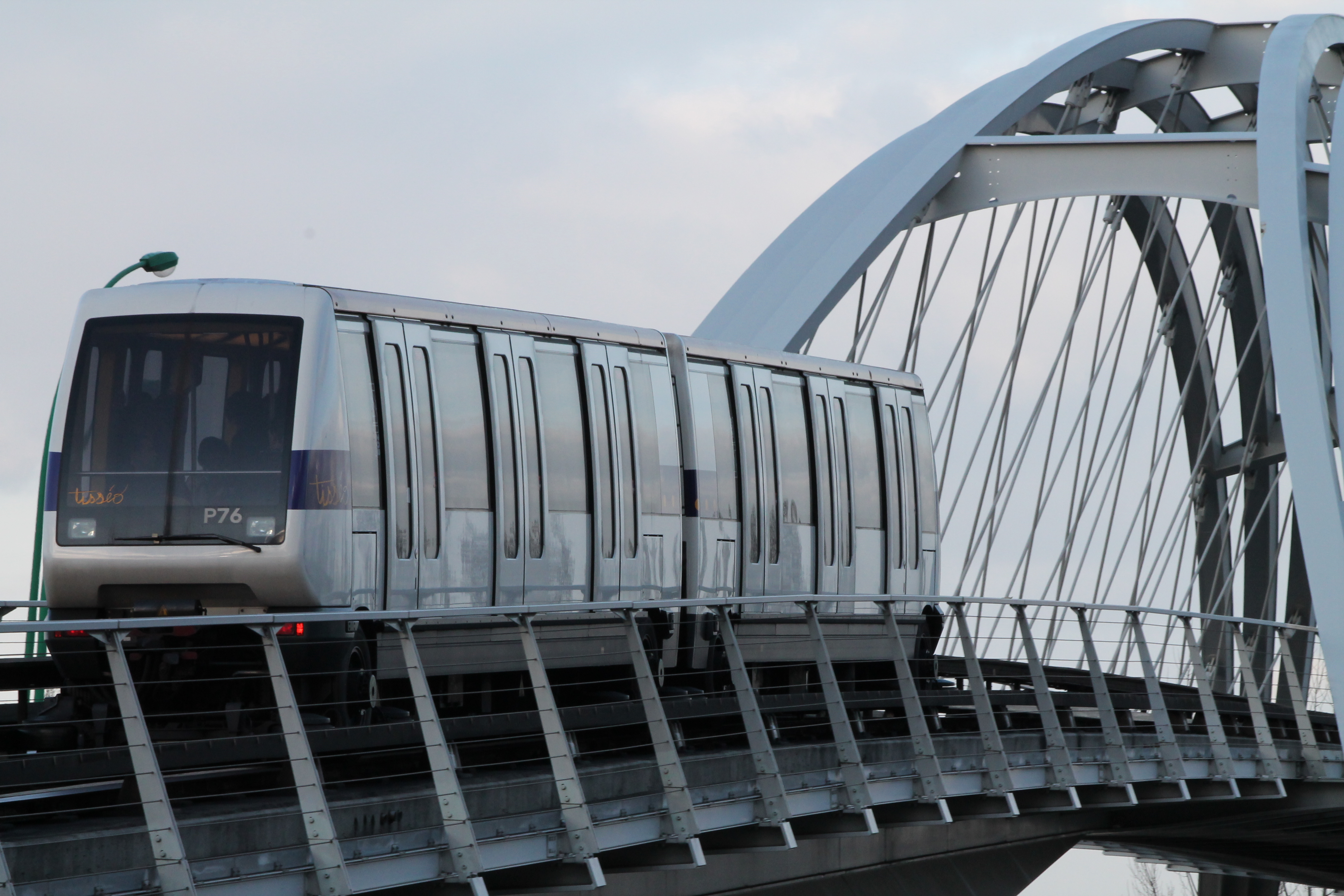
VAL-trein in Toulouse

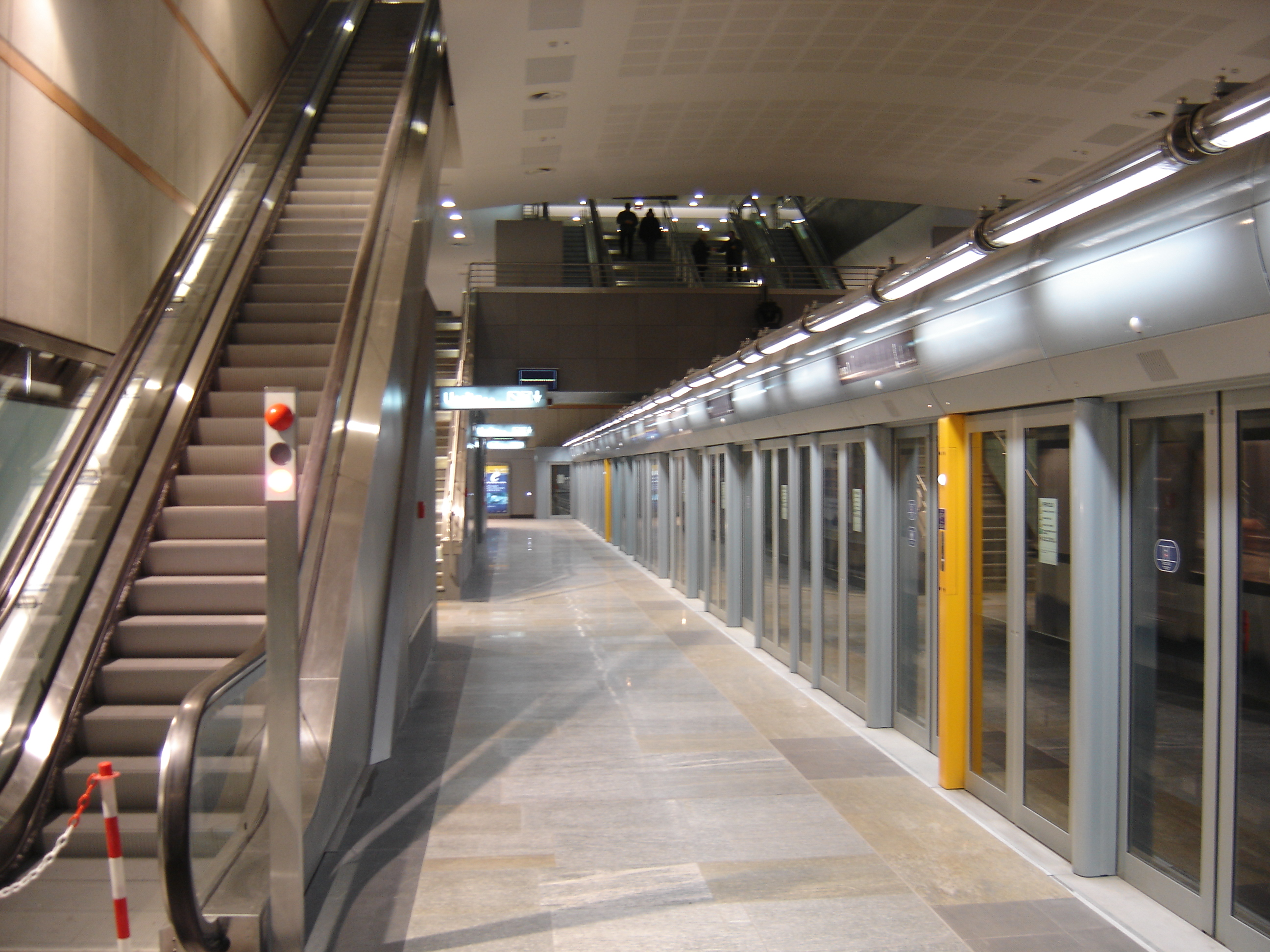
Een typisch VAL metrostation in Turijn

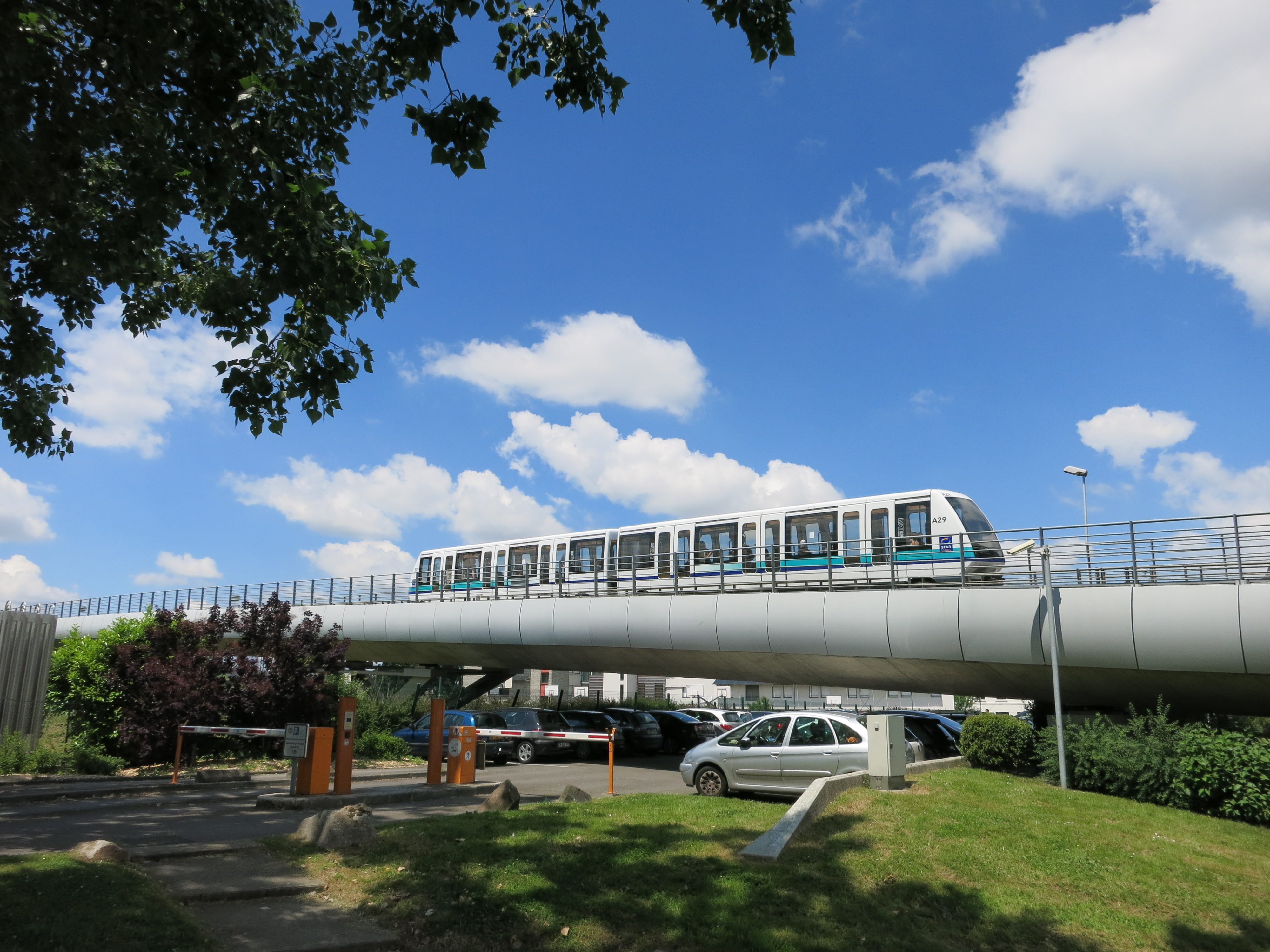
VAL-trein in Rennes

Véhicule Automatique Léger, een backroniem van VAL, is een type metrosysteem ontwikkeld door het Franse bedrijf Matra (nu onderdeel van Siemens). VAL is bedacht en ontwikkeld door professor Robert Gabillard (Universiteit Rijsel I).

## Systeem
De VAL is een volautomatische metro op rubberbanden. De exploitatiekosten zijn laag doordat er geen metrobestuurder meer nodig is. De voertuigen hebben een maximale breedte van twee meter waardoor beide rijrichtingen in één grote tunnelbuis passen; dit scheelt aanzienlijk in de aanlegkosten.
Op de perronrand van de stations zijn schuifdeuren aangebracht die alleen opengaan als er een metrotrein naast het perron staat.
De volgende typen treinstellen zijn ontwikkeld: de VAL 206/208 en de VAL 256.

## Geschiedenis
VAL was oorspronkelijk een acroniem voor Villeneuve-d'Ascq - Lille. Dit was de route van de eerste VAL-lijn, en de eerste lijn van de metro van Rijsel. Deze lijn tussen Villeneuve-d'Ascq en Rijsel werd op 25 april 1983 geopend.
In 1991 werd op de Parijse luchthaven Orly een VAL als peoplemover geopend, de Orlyval. In 1993 kreeg ook de luchthaven O'Hare International Airport in Chicago een VAL-peoplemover. Eveneens in 1993 werd in Toulouse metrolijn A geopend en in 2002 volgde de opening van de metro van Rennes. De VAL-metro van Turijn werd geopend in 2006, net op tijd voor de Olympische Winterspelen van dat jaar. In 2007 opende, ruim vijftien jaar na de opening van de Orlyval, ook op andere luchthaven van Parijs, Charles de Gaulle, een VAL-peoplemover, de CDGVAL.
In 1996 werd in Taipei de Muzha-lijn geopend. Op deze lijn worden bredere VAL-voertuigen ingezet.